# Antonius H. Gunneweg
Antonius Hermanus Josephus Gunneweg (* 17. Mai 1922 in Rotterdam; † 17. Juni 1990 in Bonn) war ein niederländischer protestantischer Theologe und Hochschullehrer für Altes Testament in Bonn 1968 bis 1989.

## Leben
Als Sohn des Schiffmaklers H. C. M. Gunneweg und dessen Ehefrau Cornelia C. M., geb. Lammerts, geboren, besuchte er das staatliche humanistische Gymnasium in Schiedam, wo er am 6. Juli 1940 das Abitur bestand. Von 1940 bis 1944 studierte Gunneweg zunächst an der Universität Utrecht Jura und legte 1944 das 1. Juristische Examen ab. Während der Arbeit an seiner juristischen Doktorarbeit wurde er als Zwangsarbeiter in der Rüstungsindustrie nach Deutschland verschleppt. Nach Kriegsende arbeitete er zunächst als juristischer Sachbearbeiter für Devisen- und Einfuhrangelegenheiten in Rotterdam, begann aber 1951 begann mit dem Studium der Theologie in Marburg an der Lahn. Seine wichtigsten Lehrer waren Rudolf Bultmann, Ernst Fuchs, Emil Balla und Ernst Würthwein, der auch seine Dissertation Mündliche und schriftliche Tradition der vorexilischen Prophetenbücher als Problem der neueren Prophetenforschung betreute. Die erste und nach dem Vikariat in Königstein im Taunus die zweite theologische Prüfung legte er jeweils bei der Kirchenleitung der Evangelischen Kirche in Hessen und Nassau in Darmstadt ab. Am 1. Pfingsttag, den 26. Mai 1958, wurde Gunneweg von Propst Ernst zur Nieden in der Oranier-Gedächtniskirche in Wiesbaden-Biebrich ordiniert.
Anschließend war er für einige Jahre Pfarrer in Wiesbaden-Biebrich, in Singhofen bei Nassau an der Lahn und in Michelbach bei Marburg. Am 30. Januar 1963 wurde ihm mit der Habilitationsschrift Leviten und Priester die venia legendi für das Fach Altes Testament erteilt. Zum Wintersemester 1968/69 wurde Gunneweg von der Evangelisch-Theologischen Fakultät der Friedrich-Wilhelms-Universität Bonn als Nachfolger von Martin Noth auf den Lehrstuhl für Altes Testament berufen, den er bis zu seiner Emeritierung 1987 innehatte. Er war während seiner Professur in Bonn in der Villa Raiffeisenstraße 3 wohnhaft.

## Theologisches Werk
Die Arbeit Gunnewegs hat drei große Schwerpunkte, die sich auch in seinen Veröffentlichungen niederschlugen: Die an seinem Lehrer Rudolf Bultmann orientierte Hermeneutik des Alten Testaments, die Erforschung und Darstellung der Geschichte Israels sowie die Exegese alttestamentlicher Texte. Sein Werk umfasst 60 Schriften, die in 292 Publikationen und fünf Sprachen erschienen sind.

## Schriften (Auswahl)
- Mündliche und schriftliche Tradition der vorexilischen Prophentenbücher als Problem der neueren Prophetenforschung, Vandenhoeck & Ruprecht, Göttingen 1959 (Dissertation)
- Leviten und Priester: Hauptlinien der Traditionsbildung und Geschichte des israelitisch-jüdischen Kultpersonals, Vandenhoeck & Ruprecht, Göttingen 1965
- Vom Verstehen des Alten Testaments. Eine Hermeneutik (ATD.E 5), Göttingen 1977, ISBN 978-3-52551-660-7
- Geschichte Israels bis Bar Kochba, Kohlhammer, Stuttgart 1972, 1979 und 1989, ISBN 978-3-17004-981-9
- Geschichte Israels, Band 2, Theologische Wissenschaft, Kohlhammer, Stuttgart 1972, 1976, 1984 und 1989, ISBN 978-3-17010-511-9
- Aufsätze zu alttestamentlichen Texten und Themen, Band 2, Sola scriptura, Herausgeber: Peter Höffken, Vandenhoeck & Ruprecht, 1992, ISBN 978-3-64758-158-3
- Biblische Theologie des Alten Testaments: eine Religionsgeschichte Israels in biblisch-theologischer Sicht, Kohlhammer, Stuttgart 1993, ISBN 978-3-17012-199-7